# Ottone Rosai

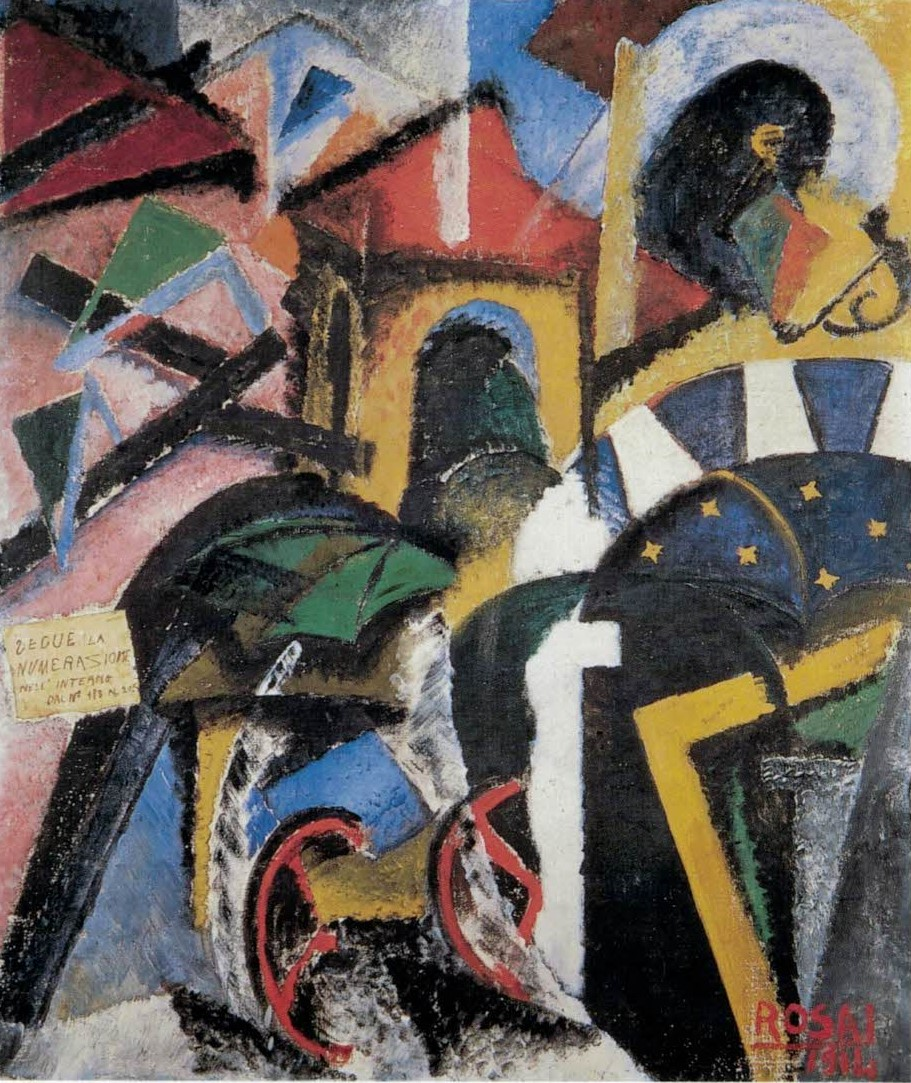
Una obra de Ottone Rosai.

Ottone Rosai (Florencia, 28 de abril de 1895 - Ivrea, 13 de mayo de 1957) fue un pintor italiano, adscrito al expresionismo. 
Estudió en la Academia de Bellas Artes de Florencia, recibiendo la influencia de Corot, Courbet, Daumier y Cézanne. En 1913, por mediación de Ardengo Soffici, se aproximó al futurismo, pero pasada la Primera Guerra Mundial se adscribió al expresionismo. Su obra se desarrolló en un cierto estilo primitivista y arcaizante, inspirado en Masaccio, con una temática basada en los barrios obreros de Florencia, descritos con una cierta visión metafísica (Partida de brisca, 1920; Via Toscanella, 1922). Empleó fuertes claroscuros, con personajes de tipo geométrico y aspecto leñoso, con cierto aire caricaturesco, envueltos en un ambiente un tanto abstracto. Este aire de abstracción, de atmósferas flotantes, se intensificó tras la Segunda Guerra Mundial (En el café, 1946).